# По По (Илиноис)
По По (енгл. Paw Paw) град је у америчкој савезној држави Илиноис.

## Демографија
По попису из 2010. године број становника је 870, што је 18 (2,1%) становника више него 2000. године.
| Група             | 2000.       | 2010.       |
| Белци             | 834 (97,9%) | 816 (93,8%) |
| Афроамериканци    | 0 (0,0%)    | 9 (1,0%)    |
| Азијати           | 3 (0,4%)    | 0 (0,0%)    |
| Хиспаноамериканци | 10 (1,2%)   | 37 (4,3%)   |
| Укупно            | 852         | 870         |